# Рот Фронт-3
Рот Фронт-3 (РФ-3) — экспериментальный одноместный планёр конструкции О. К. Антонова. Построен в 1933 году. Предполагалось исследовать в полёте влияние различных элементов конструкции на характеристики планёра. Для этой цели в том же году были изготовлены еще три планёра Рот Фронт-1, Рот Фронт-2, Рот Фронт-4 имеющие некоторые отличия. Например Рот Фронт-1, Рот Фронт-2, Рот Фронт-3 имели одинаковый профиль и размах и отличались площадью и удлинением крыла. «РФ-2» отличался рулями высоты увеличенной площади.
На IX Всесоюзных планёрных соревнованиях «РФ-3» налетал полтора часа. Планёр под управлением планериста М. Л. Сырокваши потерпел аварию на взлёте. Причиной аварии была поломка шарниров руля направления.

## Конструкция
Конструктивно «Рот Фронт-3» представлял собой высокоплан со свободнонесущим крылом.
- Крыло — состоящее из двух половин имело коробчатый лонжерон и добавочный косой лонжерон у корня. Элероны были не щелевыми, закрылки отсутствовали. Удлинение крыла 23,5 метра. Нагрузка на крыло 17,7 кг/м².[1]
- Фюзеляж — имел форму гондолы яйцевидного сечения, переходившую под крылом в свободнонесущую балку с килем на конце, расчаленную к крылу четырьмя тросами.